# Lolita Lobosco (televizijska serija)
Lolita Lobosco (tal. Le indagini di Lolita Lobosco) je talijanska televizijska serija prikazana na Rai 1 od 21. veljače 2021. Seriju produciraju Rai Fiction, Bibi Film TV i Zocotoco uz doprinos Apulia Film Commission. Inspirirana je istoimenom serijom romana Gabrielle Genisi koja kao svoju protagonisticu Lolitu Lobosco.
Serija se u Hrvatskoj prikazuje na Star Crimeu od 17. veljače 2023.

## Radnja
Lolita Lobosco vraća se u svoj rodni grad Bari kako bi vodila tim sastavljen samo od muškaraca. U svijetu kojim vladaju muškarci, Lolita odlučuje ostati svoja bez potiskivanja svog šarma i ljepote, već koristi te kvalitete kako bi se nametnula i borila protiv predrasuda.

## Pregled serije
Serija se u Hrvatskoj prikazuje na Star Crime-u gdje su do sada prikazane dvije sezona.
| Sezona | Epizoda | Talijansko emitiranje | Talijansko emitiranje | Hrvatsko emitiranje | Hrvatsko emitiranje |
| Sezona | Epizoda | Premijera             | Finale                | Premijera           | Finale              |
| ------ | ------- | --------------------- | --------------------- | ------------------- | ------------------- |
| 1      | 4       | 21. veljače 2021.     | 14. ožujka 2021.      | 17. veljače 2023.   | 10. ožujka 2023.    |
| 2      | 6       | 8. siječnja 2023.     | 12. veljače 2023.     | 15. prosinca 2023.  | 19. siječnja 2024.  |
| 3      | 4       | 4. ožujka 2024.       | 25. ožujka 2024.      | Još nije najavljeno | Još nije najavljeno |

## Glumačka postava
- Luisa Ranieri kao Lolita Lobosco
- Filippo Scicchitano kao Danilo Martini
- Lunetta Savino kao Nunzia
- Giovanni Ludeno kao Antonio Forte
- Jacopo Cullin kao Lello Esposito
- Bianca Nappi kao Marietta Carrozza
- Giulia Fiume kao Carmela Lobosco
- Francesco De Vito kao profesor Introna
- Corrado Nuzzo kao Tonio
- Aldo Ottobrino kao Nicola "Petresine" Lobosco
- Camilla Diana kao Caterina
- Claudia Lerro kao Porzia Forte
- Donata Frisini kao Santa, Espositova majka
- Vincenzo De Michele kao agent Scivittaro
- Gian Piero Rotoli kao agent Silente
- Giovanni Trombetta kao agent Calopresti
- Nunzia Schiano kao Andreina
- Mario Sgueglia kao Angelo
- Susy Del Giudice kao Vincenzina
- Maurizio Donadoni kao Trifone
- Ninni Bruschetta kao kvestor Iacovella
- Sofia Fagnano kao Lolita (djete)
- Nicola Di Feo kao Angelo (tinejdžer)
- Nicoletta Di Bisceglie kao Lolita (tinejdžer)
- Marco Chiricallo kao Angelo sa 18 godina

## Snimanje
Snimanje prve sezone započelo je 13. srpnja 2020. Lokacije snimanja uključuju Bari (Palazzo della Gazzetta del Mezzogiorno; Lungomare; Katedrala San Sabino; Piazza dell'Odegitria, dom Lolite Lobosco; Palača metropolitanskog grada, unutrašnjost sjedišta policije; Regionalno vijeće Apulije, Poliklinika), Monopoli (Palazzo Palmieri, ispred sjedišta policije; Masseria Spina, dom obitelji Morelli), Polignano a Mare (San Vito), Putignano (Piazza del Plebiscito), Fasano (Pezze di Greco) i Rim.

## Glazba
Soundtrack prve sezone objavila je diskografska kuća Emergency Music Italia, 21. veljače 2021. Osim instrumentalnih pjesama, skladatelji Santi Pulvirenti i Tommy Caputo snimili su tri pjesme, koje je interpretirao sam Pulvirenti: uvodna glazbu"Me and My Prison Soul", i dvije odjavne glazbe "Lost and Found" i "Come Away".

## Vanjske poveznice
- Službena stranica na raiplay.it (tal.)
- Le indagini di Lolita Lobosco u internetskoj bazi filmova IMDb-a (engl.)